# Aedes flavopictus
Aedes flavopictus är en tvåvingeart som beskrevs av Yamada 1921. Aedes flavopictus ingår i släktet Aedes och familjen stickmyggor. Inga underarter finns listade i Catalogue of Life.